# Abou Abdallah Mohamed
Abou Abdallah Mohamed est un sultan zianide qui règne à Tlemcen de 1505 à 1516 en succession de Abou Thabet Mohamed,.
Son règne est marqué par la reconnaissance de la suzeraineté espagnole en 1512. Sa mort provoque une querelle de succession entre son oncle Abou Hammou III et son frère Abou Zeyan. Le premier veut continuer à régner en tributaire de Charles Quint et fait emprisonner le second qui a les faveurs de la population. 